# 第2聯合特遣部隊
第2聯合特遣部隊 （英語：Joint Task Force 2，簡稱：JTF2）是加拿大軍隊的一支精銳特種部隊，主要從事反恐作戰。該部隊跟加拿大特種行動團、加拿大聯合應急響應單位以及第427特種行動航空中隊一樣都是隸屬於加拿大特種作戰部隊司令部的特戰單位。其總部位於渥太華附近的德威爾山，並預定將於2019年遷到於特倫頓空軍基地興建的新設施。
目前大部份有關JTF2的資料都是保密的，而且加拿大政府也不會多作評論。

## 歴史

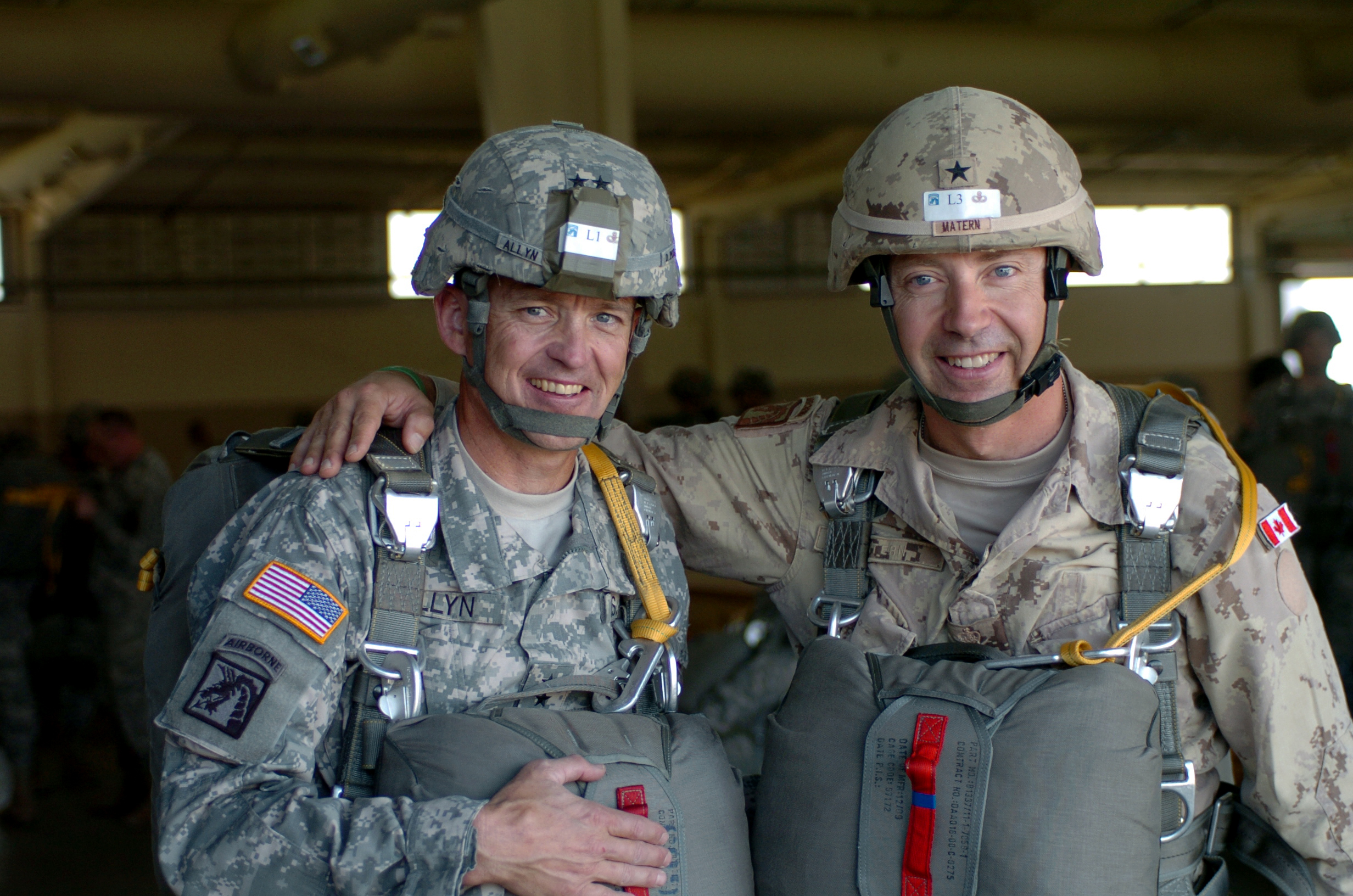
Nicolas Matern少將（右），他曾擔任JTF-2的指揮官和加拿大特種作戰部隊司令部的副司令

於1992年，加拿大國防部副部長羅伯特·福勒宣佈他向加拿大總督納蒂欣提出了有關解散加拿大皇家騎警特別緊急應變隊（SERT），並建立一支全新的軍事反恐單位的提議。該提議最終獲得通過，其中主要是考慮到在加拿大軍隊中比起在警察中能夠更容易地獲得優秀的人選，同時也是為了消除警察被授予使用致命武力的公眾輿論。
於1993年初，第2聯合特遣部隊因此而誕生，在成立初時只有100人，這些成員主要來自加拿大空降團和佩翠西亞公主加拿大輕步兵團。他們被賦予位於德威爾山路（位於渥太華附近）的安全和應急培訓（SERT）中心作為行動基地，並永久地停放著一部灰狗長途巴士和一架道格拉斯DC-9客機以用作訓練。
在911襲擊後，JTF-2的成員增加到約600人。

## 已知行動

### 波斯尼亞
JTF-2部隊曾派出由2人到4人組成的小隊前往波斯尼亞獵殺以身在狙擊手巷的聯合國部隊為攻擊目標的塞爾維亞狙擊手，他們原定也被安排解救約55名被脅持的人質，但隨著塞爾維亞人願意釋放所有人質，任務便被取消了。

### 阿富汗：2001—2021
於2001年12月初，約40名JTF-2突擊隊員被送往阿富汗南部執行任務，雖然这次部署加拿大政府並沒有告知民眾。然而，在肖恩·M·馬洛尼出版的書本「持久自由」（Enduring the Freedom）中記錄了JTF-2是在沒有獲得總理讓·克雷蒂安的批准下秘密地於2001年10月進行部署。
數個月後，環球郵報在其官網首頁裡發佈了一張圖片，在圖片中出現了數名身穿加拿大軍隊獨特的叢林綠迷彩服的士兵，他們當時正在把捕獲的戰犯轉交給美軍。這導致了在政府議會上的強烈抗議，原因是有關的軍事行動從未被告知過國會議員。
於2004年，約40名在K-Bar特遣部隊服役的JTF-2隊員被美國政府授予美國總統傳令單位嘉獎，以感謝他們在阿富汗的貢獻。在K-Bar特遣部隊服役期間，美國海軍海豹部隊副司令羅伯特·哈佛指出在他指揮下的JTF-2是執行直接行動時的首選部隊。目前有關JTF-2在阿富汗行動的資料仍然不多，但在一次會議當中，加拿大國防部參謀長里克·希利爾指出JTF-2是「高要求」的，而且被認為是「世界級」的。他又接著說，該單位正在向阿富汗政府提供直接支援並正在獵殺位於阿富汗南部的塔利班領導層。他又指出「嘗試消滅這些領導層是他們任務的關鍵，而且這也是他們會繼續做的事。」
2021年喀布爾陷落，JTF-2被部署到喀布爾從當地加拿大大使館中撤僑。

### 海地
於1996年，JTF-2被部署到海地以教授當地安全部隊擊敗革命軍的戰術，並訓練當地的特種警察和在太子港打擊武器走私販。
根據加拿大廣播公司提供的資料，JTF-2也在海地總統讓-貝特朗·阿里斯蒂德於2004年流亡海外期間出現在當地，並負責保護加拿大大使館和取得機場的控制權。
2024年3月，JTF-2被派往海地保護加拿大大使館和職員。

### 伊拉克：2006
於2006年3月23日，五角大樓和英國外交及國協事務部都對JTF-2就解救在伊拉克被綁架的英國和加拿大人道工作者方面所付出的貢獻作出評論。然而，JTF-2的行動並未得到加拿大官員的確認。

### 衝擊行動
2017年5月，一名JTF2狙擊手在伊拉克的一座高層建築上以TAC-50狙擊步槍擊殺了一名身處3,540（2.20英里）外的伊斯蘭國戰士，打破了最長程狙擊紀錄。

### 其他行動
2022年5月，加拿大總理賈斯汀·杜魯多親身前往烏克蘭視察烏俄戰爭的戰況，JTF-2負責擔任他的保鏢。
2023年10月，JTF-2被派往以色列保護當地加拿大大使館。

## 已知裝備

### 個人武器

#### 突擊步槍
| 武器名稱 | 原產地 | 備註                         | 參考資料 |
| -------- | ------ | ---------------------------- | -------- |
| C7       | 加拿大 | 已退役                       | -        |
| C8 SFW   | 加拿大 | 現役的步槍裝有Troy Alpha護木 | -        |
| C8 IUR   | 加拿大 |                              | -        |
| SIG MCX  | 美国   |                              | -        |

#### 狙擊步槍
| 武器名稱       | 原產地 | 備註                                | 參考資料 |
| -------------- | ------ | ----------------------------------- | -------- |
| C14大灰狼      | 加拿大 | -                                   | -        |
| 加拿大柯特C20  | 加拿大 | -                                   | -        |
| SIG SG 716     | 美国   | -                                   | -        |
| 麥克米蘭TAC-50 | 美国   | 反器材步槍，命名為“C15長程狙擊武器” | -        |

#### 衝鋒槍
| 武器名稱 | 原產地 | 備註 | 參考資料                    |
| -------- | ------ | ---- | --------------------------- |
| FN P90   | 比利时 | -    | [ 17 ] [ 18 ] [ 19 ] [ 20 ] |
| HK MP5A3 | 德国   | -    | -                           |

#### 機槍
| 武器名稱 | 原產地 | 備註 | 參考資料 |
| -------- | ------ | ---- | -------- |
| C9A1     | 加拿大 | -    | -        |

#### 手槍
| 武器名稱       | 原產地 | 備註        | 參考資料 |
| -------------- | ------ | ----------- | -------- |
| SIG Sauer P226 | 德国   | -           | [ 7 ]    |
| SIG Sauer P228 | 德国   | -           | -        |
| SIG Sauer P229 | 德国   | -           | -        |
| SIG Sauer P320 | 美国   | 命名為“C22” | -        |

#### 霰彈槍
| 武器名稱  | 原產地 | 備註         | 參考資料 |
| --------- | ------ | ------------ | -------- |
| 雷明登870 | 美国   | 主要用作破門 | -        |
| 伯奈利M3  | 義大利 | -            | [ 21 ]   |

#### 榴彈發射器
| 武器名稱       | 原產地 | 備註               | 參考資料 |
| -------------- | ------ | ------------------ | -------- |
| HK69           | 德国   | -                  | -        |
| 加拿大柯特M203 | 加拿大 | 下掛在C8 SFW護木上 | -        |

### 個人裝備
- 作戰服
  -  CADPAT迷彩服
  -  Crye Precision G3作戰服（Multicam樣式）
- 戰術頭盔
  -  Rabintex Attack（已退役）
  -  Ops-Core FAST Ballistic（已退役）
  -  Crye Precision Airframe Helmet（已退役）
  -  Galvion Viper Batlskin ACF High Cut
- 攜板背心
  -  MSA Paraclete RAV（已退役）
  -  S&S Plateframe
  -  Tyr Tactical Pico
  -  Crye Precision JPC
  -  Ferro Concepts Slickster
- 夜視儀
  -  AN/PVS-31
  -  GPNVG-18
- 抗噪耳機
  -  3M Peltor Comtac XPI
  -  Ops-Core AMP
- 無線電
- 各種手榴彈
- 戰鬥刀

### 載具
- 狐狼型（英语：Jackal (vehicle)）裝甲運兵車[22]

## 流行文化
JTF-2也出現在《榮譽勳章：鐵血悍將》和《虹彩六號：圍攻行動》等電子遊戲當中。